# Ivo Harák
Ivo Harák (ur. 1964 w Brnie) – czeski poeta i krytyk literacki, literaturoznawca, absolwent Uniwersytetu Masaryka w Brnie, pracownik naukowy na Uniwersytecie w Usti nad Łabą, gdzie mieszka. W ramach Centrum Kultury Chrześcijańskiej w edycji Elipsa redaguje serię poetycką, w której publikował polskich poetów, m.in. Dawida Junga i Jerzego Grupińskiego. Jest członkiem rady redakcyjnej czasopisma poświęconego poezji współczesnej „Psí víno” i pisma teologicznego „Salve”, współpracuje z polskim pismem „Zeszyty Poetyckie”.

## Publikacje
- Lednový motýl („Styczniowy motyl”, Sursum, Tišnov 1992)
- Země Dým („Ziemia Dym”, Sursum, Tišnov 1993, wyd. bibliofilskie)
- Masna („Sklep mięsny”, Nomisterion, Děčín 2000)
- Requiem na varhany z lešenářských trubek(„Requiem na organy z rur do rusztowania”, TVAR 15/2002)
- Měkké gumy  („Miękkie gumy”, 2006)
- Niepopularna literatura  (1999)